# Fernaldo Di Giammatteo
Fernaldo Di Giammatteo (* 15. November 1922 in Turin; † 30. Januar 2005 in Bologna) war ein italienischer Filmkritiker, -historiker und Dokumentarfilmer.

## Leben
Di Giammatteo schrieb lange Jahre als Kritiker, Historiker und Essayist zu vielen Bereichen des Films für die Gazzetto Del Popolo und La Stampa und gab 1957 eines der ersten italienischen Referenzwerke, das „Filmlexicon degli autori e delle opere“, heraus (Edizioni di Bianco e Nero, Rom). Daneben war er Mitbegründer der Zeitschrift „Rassegna del film“. Zwischen 1969 und 1975 war er Vizepräsident des Centro Sperimentale di Cinematografia. 1982 bis 1993 leitete er die „Mediateca Regionale Toscana“.
Zu Beginn der 1960er Jahre fertigte er zwei Dokumentarfilme. La lunga marcha de Pechino beschäftigt sich mit der Gründung der Volksrepublik China; Gott mit uns analysiert Deutschland um 1900.
Ein der Filmkritik gewidmeter Preis trägt Di Giammatteos Namen.

## Werke
- 1957: Filmlexicon degli autori e delle opere
- 1985: Dizionario universale del cinema (Editori Riuniti, Rom)
- 1994: Lo sguardo inquieto. Storia del cinema italiano 1940-1990 (La Nuova Italia, Florenz)
- 1998: Storia del cinema (Marseilles/Venedig)
- 1999: Milestones. I trenta film che hanno segnato la storia del cinema (Utet, Turin)
- 2002: Introduzione al cinema (Mondadori)
- 2003: Che cos’è il cinema (Monadori)
- 2004: Dizionario dei capolavori del cinema (Mondandori)